# San Jose Grand Prix at Redback Raceway 2007
San Jose Grand Prix at Redback Raceway 2007 var den nionde deltävlingen i Champ Car 2007. Racet kördes den 29 juli på San Joses gator. Robert Doornbos tog revansch för en mindre lyckad tävling i Edmonton, och vann sin seger för säsongen. Neel Jani blev tvåa, med Oriol Servià på tredje plats. Will Power slutade fyra, medan mästerskapsledande Sébastien Bourdais fick motorstopp när han försökte spara bränsle bakom säkerhetsbilen i tävlingens början, sedan han körde på en för hög växel och fick ett för lågt varvtal på motorn. Han körde upp sig till femte plats i slutändan, och behöll totalledningen.

## Slutresultat
| Plats | Förare             | Team                      | Grid | Kvaltid |
| ----- | ------------------ | ------------------------- | ---- | ------- |
| 1     | Robert Doornbos    | Minardi Team USA          | 15   | 49,654  |
| 2     | Neel Jani          | PKV Racing                | 5    | 49,151  |
| 3     | Oriol Servià       | Forsythe Racing           | 4    | 49,106  |
| 4     | Will Power         | Team Australia            | 12   | 49,397  |
| 5     | Sébastien Bourdais | Newman/Haas Racing        | 2    | 49,180  |
| 6     | Graham Rahal       | Newman/Haas Racing        | 6    | 49,178  |
| 7     | Bruno Junqueira    | Dale Coyne Racing         | 10   | 49,255  |
| 8     | Tristan Gommendy   | PKV Racing                | 8    | 49,182  |
| 9     | Jan Heylen         | Conquest Racing           | 13   | 49,410  |
| 10    | Simon Pagenaud     | Team Australia            | 9    | 49,255  |
| 11    | Paul Tracy         | Forsythe Racing           | 11   | 49,270  |
| 12    | Mario Domínguez    | Pacific Coast Motorsports | 14   | 49,609  |
| 13    | Justin Wilson      | RSPORTS                   | 1    | 49,039  |
| 14    | Alex Figge         | Pacific Coast Motorsports | 17   | 50,083  |
| 15    | Alex Tagliani      | RSPORTS                   | 7    | 49,183  |
| 16    | Katherine Legge    | Dale Coyne Racing         | 16   | 49,808  |
| 17    | Dan Clarke         | Minardi Team USA          | 3    | 49,092  |